# PHCCC
PHCCC je istraživački lek koji deluje kao ligand glutamatnog receptora. On je pozitivni alosterni modulator 4 podtipa, kao i agonist 6. On ispoljava anksiolitičko dejstvo u životinjskim studijama. PHCCC i slični lekovi su potencijalne nove terapije za Parkinsonovu bolest.